# Serfőző Krisztina
Serfőző Krisztina (1975. október 2. –) világbajnok magyar vízilabdakapus.

## Pályafutása
Pályafutása elején a Vasas kapusa volt, majd 1999-ben Egerbe igazolt Angyalföldről. Az egriektől 2001-ben távozott, később a Padova légiósa lett, majd 2003-ban visszatért a ZF Hungária-Egri VK-hoz, ahol visszavonulásáig védett. Játékos-pályafutását 2010-ben zárta le. Az első számú hálóőrnek számító Horváth Patrícia mellett tagja volt a 2005-ben Montrealban világbajnoki címet szerző magyar női vízilabda-válogatottnak.